# Labès (émission de télévision)
Pour les articles homonymes, voir Labes (homonymie).
Labès (arabe : لاباس soit « Ça va ? »), aussi appelé Dima Labes (ديما لاباس) et Labes Show (لاباس شو), est une émission de télévision tunisienne diffusée sur Ettounsiya TV, El Hiwar El Tounsi puis Attessia TV et présentée par Naoufel Ouertani.
Diffusée pour la première fois le 30 octobre 2011, elle s'inspire du Late Show with David Letterman, émission diffusée sur le réseau CBS. L'émission est diffusée chaque samedi.

## Contexte
Naoufel Ouertani y reçoit des invités tels que des ministres, hommes politiques et personnalités culturelles et s'entretient avec eux à propos de leurs projets et de ce qui se passe en Tunisie. La discussion est entrecoupée de sketches dont News El Alem (Infos du monde), présenté par Bassem Hamraoui et Faycel Lahdhiri qui présentent les informations en parlant des langues étrangères.

## Animateurs
| Nom                | Rubrique                                                        |
| ------------------ | --------------------------------------------------------------- |
| Naoufel Ouertani   | Présentateur principal                                          |
| Bassem Hamraoui    | Présentateur de News El Alem et de La Première année démocratie |
| Faycel Lahdhiri    | Présentateur de News El Alem et de La Première année démocratie |
| Mohamed Arbi Mezni | Animateur de sketches                                           |
| Karim El Gharbi    | Animateur de sketches                                           |